# Ysambarte
Ysanbarte, también escrito como Ysamber, Hisambret, Hisabert, Hisanber e Issanbart fue un maestro de obras de origen flamenco que permaneció activo en España entre los años 1410 y 1434. Participó en la construcción de diversos templos góticos en España, entre ellos la catedral de la Seu Vella de Lérida como cantero y escultor, la catedral de Palencia como maestro mayor, la catedral de Zaragoza, la capilla de los Corporales de Daroca, la capilla del contador Saldaña del Real Monasterio de Santa Clara de Tordesillas y como maestro mayor de la catedral de Sevilla de la que se cree ejecutó las trazas.